# Freimaurerische Kleidung

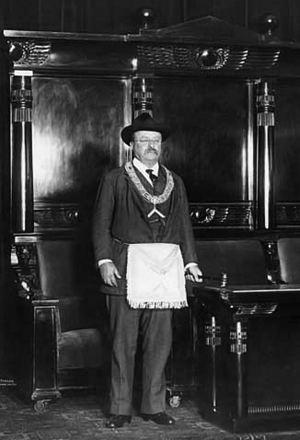
US-Präsident Theodore Roosevelt in Freimaurerkleidung im Spokane Masonic Temple 1905

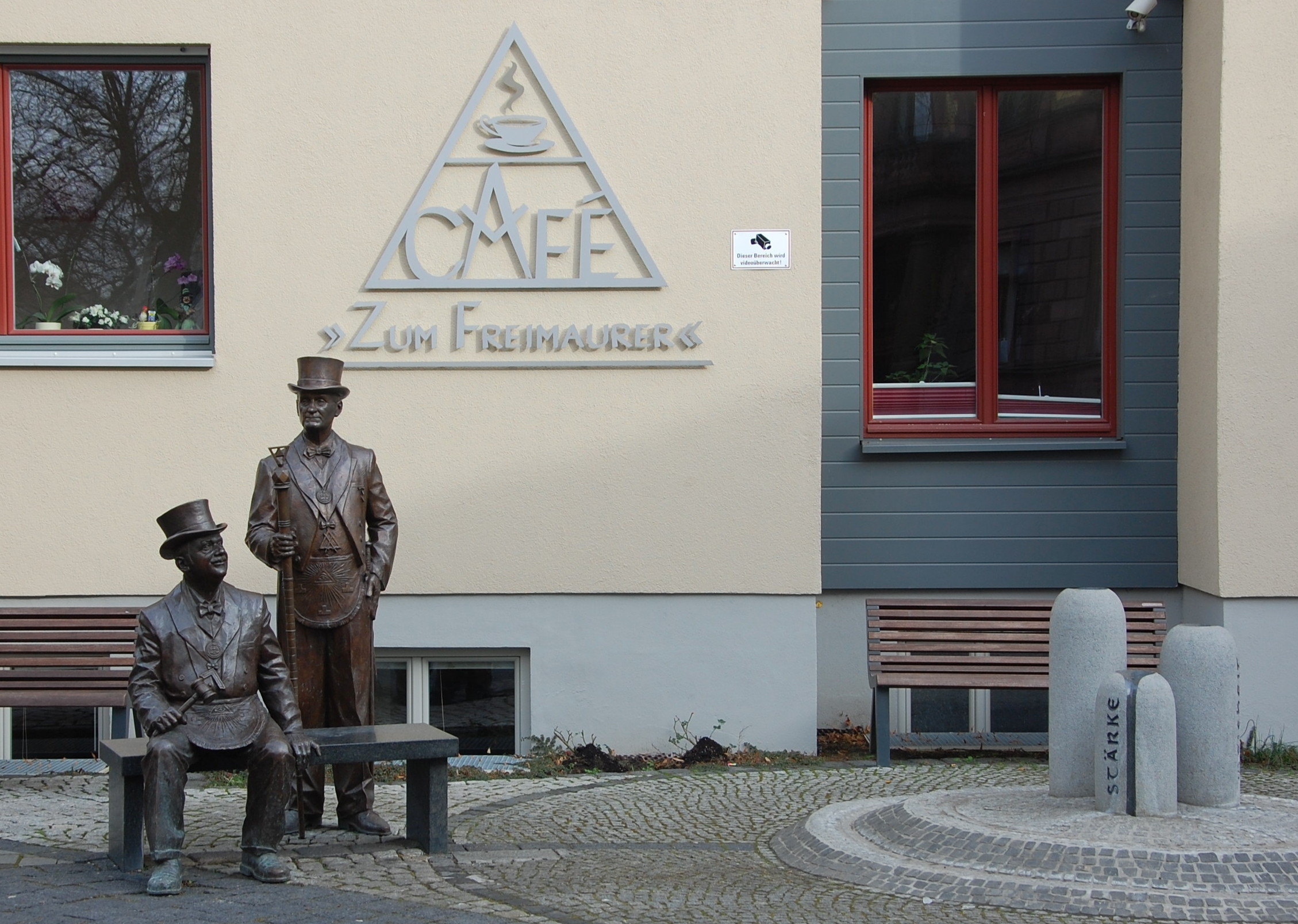
Statuen mit freimaurerischer Kleidung vor dem Logenhaus Zur goldenen Waage (Quedlinburg)

Als freimaurerische Kleidung bezeichnet man die in einer Freimaurerloge von Freimaurern zur Logenarbeit getragene Kleidung. Diese besteht heute u. a. aus einem dunklen Anzug oder Smoking, dem Schmuckabzeichen der jeweiligen Loge: dem so genannten „Bijou“, einem symbolischen Maurerschurz, weißen Handschuhen und dem in vielen Logen noch üblichen „hohen Hut“, einem Zylinder.  

## Die einzelnen Bestandteile
Die einzelnen Bestandteile deuten auf bestimmte moralische und ethische Kernaussagen des freimaurerischen Humanitätsgedankens hin.

### Der „hohe Hut“

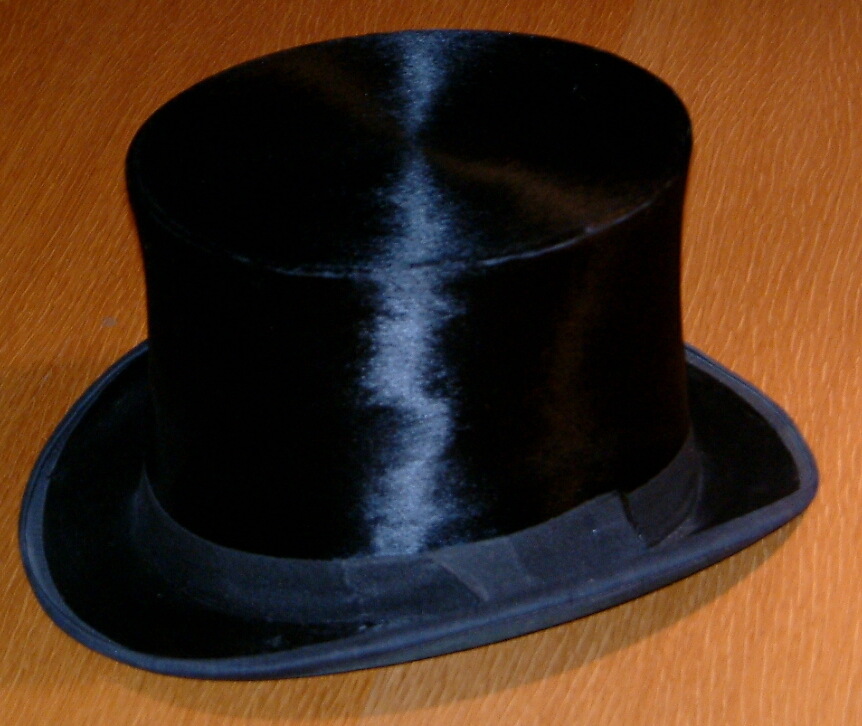
„hoher Hut“

Der „hohe Hut“ ist kein elitäres, sondern vielmehr ein egalitäres Symbol. Das Tragen eines festlichen Hutes war in der europäischen Gesellschaft über lange Jahrhunderte ein ständisches Privileg – nur der Herr durfte einen Hut tragen, während Knappe, Knecht und Diener sich mit einer weniger vornehmen Kopfbedeckung, etwa einer Kappe begnügen mussten. In der Loge hingegen war jedem Bruder ungeachtet seines Standes das Tragen eines Hutes gestattet.
John Hetherington war der Erste, der in England einen solchen Hut trug: Als er am 15. Januar 1797 sein Haus verließ, führte dies zu einem großen Gedränge. Wegen Erregung öffentlichen Ärgernisses soll er verhaftet und später zu einer Geldstrafe von 500 Pfund verurteilt worden sein. Der Wahrheitsgehalt dieser Anekdote ist jedoch umstritten, es könnte sich um eine moderne Sage handeln.
Der Zylinder wurde zum Symbol der Freiheit und des Bürgertums. In England nannte man ihn bald den „Demokratenhut“. Auch heute wird das Tragen eines Zylinders von Freimaurern noch als Aufforderung verstanden, sich stets als gleichberechtigte Brüder anzuerkennen und sich unabhängig von ihrer gesellschaftlichen Stellung auf gleicher Ebene – in der Symbolsprache der Maurerei „auf der Winkelwaage“ – zu begegnen. Eine uneinheitliche Bekleidung, die auch bei Maurerschurzen gegeben sein kann, birgt abhängig von der dahinter stehenden Motivation und Persönlichkeit immer die Gefahr einer möglichen Ungleichheit.
In der Großloge A.F.u.A.M.v.D. ist es zwar erwünscht, dass der Hohe Hut von allen Brüdern der Loge getragen wird, in den weitaus meisten zugehörigen Logen wird dies allerdings nicht praktiziert. In der Großen Landesloge der Freimaurer von Deutschland hingegen, ist das Tragen des Hutes gemäß Gesetzbuch der Großloge festgeschrieben, hier darf nur in Ausnahmefällen abgewichen werden. In weiteren Großlogen wie z. B. bei der Großloge 3WK gibt es andere Traditionen, bei denen z. B. in manchen Logen nur die Brüder Ritualbeamte den Hohen Hut tragen. Dies ist von Loge zu Loge unterschiedlich, und so gibt es auch Logen der 3WK in denen alle Mitglieder den hohen Hut tragen.

### Schurz und Handschuhe
Maurerschurz und Handschuhe hingegen sind Symbole der tätigen Arbeit. Dient das maurerische Ritual auch in erster Linie der inneren Sammlung und Kontemplation, so weist sein eigentliches Ziel doch darüber hinaus. Schutz und Abgeschiedenheit des Tempels sollen dem Einzelnen Gelegenheit geben, die Beweggründe seines Handelns an den durch die Mitgliedschaft in der Freimaurerei festgelegten ethischen Normen für sich selbst beständig zu überprüfen und durch die Auseinandersetzung mit der Gruppe zu stärken oder gegebenenfalls zu korrigieren.
Die weiße Farbe der Unschuld und Reinheit von Schurz und Handschuhen weisen dabei auf den hohen ethischen Maßstab hin, dem der Maurer sich selbst und sein Handeln unterworfen hat. Nur die ethische Reinheit der Handlungen in der „profanen“ Lebenswelt des einzelnen gewährleistet, dass Schurz und Handschuhe ihre ursprüngliche symbolisch reine Farbe bewahren.